# Grebenstein
Grebenstein (platt: Grebensteen) ist eine Kleinstadt im Landkreis Kassel in Nordhessen (Deutschland).

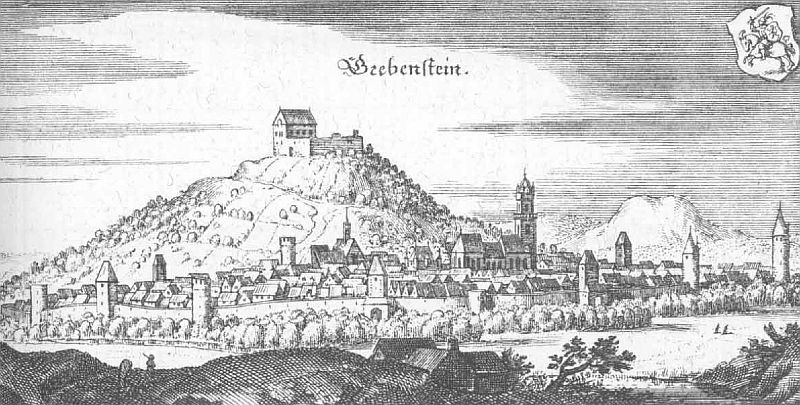
Grebenstein – Auszug aus der Topographia Hassiae von Matthäus Merian 1655

## Geografie

### Lage
Grebenstein liegt westlich des Reinhardswalds zwischen Kassel und Hofgeismar am Fluss Esse. Über der Stadt steht die Ruine der Burg Grebenstein.

### Nachbargemeinden
Grebenstein grenzt im Norden an die Stadt Hofgeismar, im Nordosten an das gemeindefreie Gebiet Gutsbezirk Reinhardswald, im Osten an die Stadt Immenhausen, im Südosten an die Gemeinde Espenau, im Süden und Westen an die Gemeinde Calden, sowie im Nordwesten an die Stadt Liebenau (alle im Landkreis Kassel).

### Gliederung
Die Stadt Grebenstein besteht aus den folgenden Stadtteilen:
- Kernstadt mit Friedrichsthal
- Udenhausen
- Burguffeln
- Schachten

Außerdem gehören zu Grebenstein eine Anzahl kleinerer Weiler und Einzelgehöfte wie Ellixen.

## Geschichte
Grebenstein wurde 1272 erstmals als Grevensteine urkundlich erwähnt.

## Einwohnerentwicklung
| • 1455: | 273 Landbesitzer  |
| • 1585: | 431 Haushaltungen |
| • 1747: | 288 Haushaltungen |

| Grebenstein: Einwohnerzahlen von 1834 bis 2020 | Grebenstein: Einwohnerzahlen von 1834 bis 2020 | Grebenstein: Einwohnerzahlen von 1834 bis 2020 | Grebenstein: Einwohnerzahlen von 1834 bis 2020 | Grebenstein: Einwohnerzahlen von 1834 bis 2020 |
| --- | ---------------------------------------------- | ---------------------------------------------- | ---------------------------------------------- | ---------------------------------------------- |
| Jahr |                                                |                                                |                                                | Einwohner                                      |
| 1834 | 1834                                           |                                                | 2.532                                          | 2.532                                          |
| 1840 | 1840                                           |                                                | 2.451                                          | 2.451                                          |
| 1846 | 1846                                           |                                                | 2.694                                          | 2.694                                          |
| 1852 | 1852                                           |                                                | 2.765                                          | 2.765                                          |
| 1858 | 1858                                           |                                                | 2.574                                          | 2.574                                          |
| 1864 | 1864                                           |                                                | 2.728                                          | 2.728                                          |
| 1871 | 1871                                           |                                                | 2.367                                          | 2.367                                          |
| 1875 | 1875                                           |                                                | 2.412                                          | 2.412                                          |
| 1885 | 1885                                           |                                                | 2.249                                          | 2.249                                          |
| 1895 | 1895                                           |                                                | 2.221                                          | 2.221                                          |
| 1905 | 1905                                           |                                                | 2.252                                          | 2.252                                          |
| 1910 | 1910                                           |                                                | 2.210                                          | 2.210                                          |
| 1925 | 1925                                           |                                                | 2.493                                          | 2.493                                          |
| 1939 | 1939                                           |                                                | 2.865                                          | 2.865                                          |
| 1946 | 1946                                           |                                                | 4.422                                          | 4.422                                          |
| 1950 | 1950                                           |                                                | 4.570                                          | 4.570                                          |
| 1956 | 1956                                           |                                                | 4.212                                          | 4.212                                          |
| 1961 | 1961                                           |                                                | 3.987                                          | 3.987                                          |
| 1967 | 1967                                           |                                                | 3.838                                          | 3.838                                          |
| 2020 | 2020                                           |                                                | 5.720                                          | 5.720                                          |
| Datenquelle: Historisches Gemeindeverzeichnis für Hessen: Die Bevölkerung der Gemeinden 1834 bis 1967. Wiesbaden: Hessisches Statistisches Landesamt, 1968. Weitere Quellen: LAGIS |                                                |                                                |                                                |                                                |

## Eingemeindungen
Am 1. Oktober 1970 wurden die bis dahin selbständigen Gemeinden Burguffeln, Schachten und Udenhausen im Zuge der Gebietsreform in Hessen auf freiwilliger Basis eingegliedert.

## Politik

### Stadtverordnetenversammlung
Die Kommunalwahl am 14. März 2021 lieferte folgendes Ergebnis, in Vergleich gesetzt zu früheren Kommunalwahlen:
| Stadtverordnetenversammlung – Kommunalwahlen 2021                                                             | Stadtverordnetenversammlung – Kommunalwahlen 2021    |
| --- | ---------------------------------------------------- |
| Stimmenanteil in %Wahlbeteiligung 62,4 % 6050403020100 51,5 (−2,9)48,5 (+15,0)n. k. (−12,1) SPDCDUFDP20162021 | SitzverteilungInsgesamt 23 Sitze - SPD: 12 - CDU: 11 |

| Parteien und Wählergemeinschaften | Parteien und Wählergemeinschaften           | % 2021 | Sitze 2021 | % 2016 | Sitze 2016 | % 2011 | Sitze 2011 | % 2006 | Sitze 2006 | % 2001 | Sitze 2001 |
| --------------------------------- | ------------------------------------------- | ------ | ---------- | ------ | ---------- | ------ | ---------- | ------ | ---------- | ------ | ---------- |
| SPD                               | Sozialdemokratische Partei Deutschlands     | 40,44  | 12         | 54,4   | 17         | 53,4   | 17         | 57,4   | 18         | 56,7   | 17         |
| CDU                               | Christlich Demokratische Union Deutschlands | 25,66  | 8          | 33,5   | 10         | 30,6   | 9          | 29,8   | 9          | 31,4   | 10         |
| FDP                               | Freie Demokratische Partei                  | 6,23   | 2          | 12,1   | 4          | 8,9    | 3          | 12,8   | 4          | 12,0   | 4          |
| BWA                               | Bürger Wahl Alternative                     | –      | –          | –      | –          | 7,1    | 2          | –      | –          |        |            |
| GsD                               | Grebenstein Direkt                          | 27,68  | 9          |        |            |        |            |        |            |        |            |
| Gesamt                            | Gesamt                                      | 100,0  | 31         | 100,0  | 31         | 100,0  | 31         | 100,0  | 31         | 100,0  | 31         |
| Wahlbeteiligung in %              | Wahlbeteiligung in %                        | 62,4   | 62,4       | 54,5   | 54,5       | 52,1   | 52,1       | 53,8   | 53,8       | 61,0   | 61,0       |

### Bürgermeister
Nach der hessischen Kommunalverfassung wird der Bürgermeister für eine sechsjährige Amtszeit gewählt, seit dem Jahr 1993 in einer Direktwahl, und ist Vorsitzender des Magistrats, dem in der Stadt Grebenstein neben dem Bürgermeister ehrenamtlich ein Erster Stadtrat und sieben weitere Stadträte angehören. Bürgermeister ist seit dem 1. Oktober 2010 Danny Sutor, der bis dahin Hauptamtsleiter der Stadtverwaltung war. Er wurde als Nachfolger von Armin Kölling (SPD), der nach drei Amtszeiten nicht mehr kandidiert hatte, am 30. Mai 2010 im ersten Wahlgang bei 60,4 Prozent Wahlbeteiligung mit 57,8 Prozent der Stimmen gewählt. Es folgten zwei Wiederwahlen, zuletzt im Mai 2022, jeweils ohne Gegenkandidaten.
Amtszeiten der Bürgermeister
- 2010–2028 Danny Sutor[11]
- 1992–2010 Armin Kölling (SPD)
- 1965–1992 Georg Kooi

### Wappen
| Stadtwappen von Grebenstein | Blasonierung: „In Gold über drei blauen Felsen, deren äußere mit je zwei grünen Blättern besteckt sind, ein auf rot gezäumtem silbernen Pferd linkshin sprengender, blau gerüsteter und barhäuptiger Reiter mit silbernem Waffenrock; mit der Linken hält er einen blauen Schild, darin ein golden gekrönter und bewehrter, neunmal von Silber und Rot geteilter Löwe; mit der Rechten schwingt er ein silbernes Schwert.“ |
| Stadtwappen von Grebenstein | |

### Flagge
Die Flagge wurde der Stadt am 27. September 1973 durch das Hessische Innenministerium genehmigt und wird wie folgt beschrieben:
„Die Stadtflagge zeigt zwei weiß - blau gedrittelte Flaggenbahnen in verwechselten Farben, belegt mit dem Stadtwappen.“

### Partnerschaften
Grebenstein unterhält eine Ringpartnerschaft mit der französischen Gemeinde Lezoux in der Auvergne, mit der niederländischen Gemeinde Lopik in der Polderlandschaft nördlich des Lek und mit der italienischen Gemeinde Sarsina in der Emilia-Romagna.

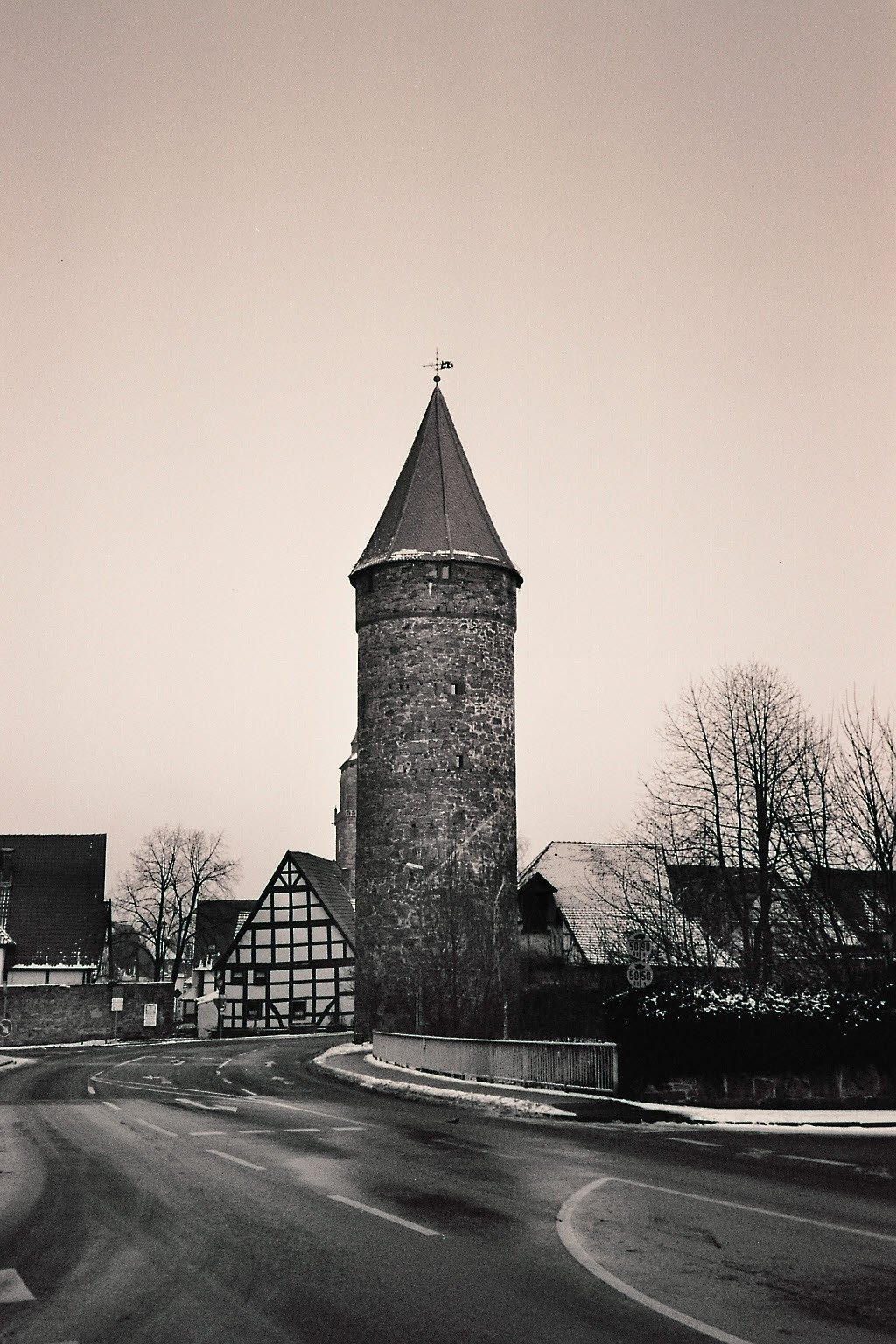
Einer der historischen Türme der Stadtmauer von Grebenstein

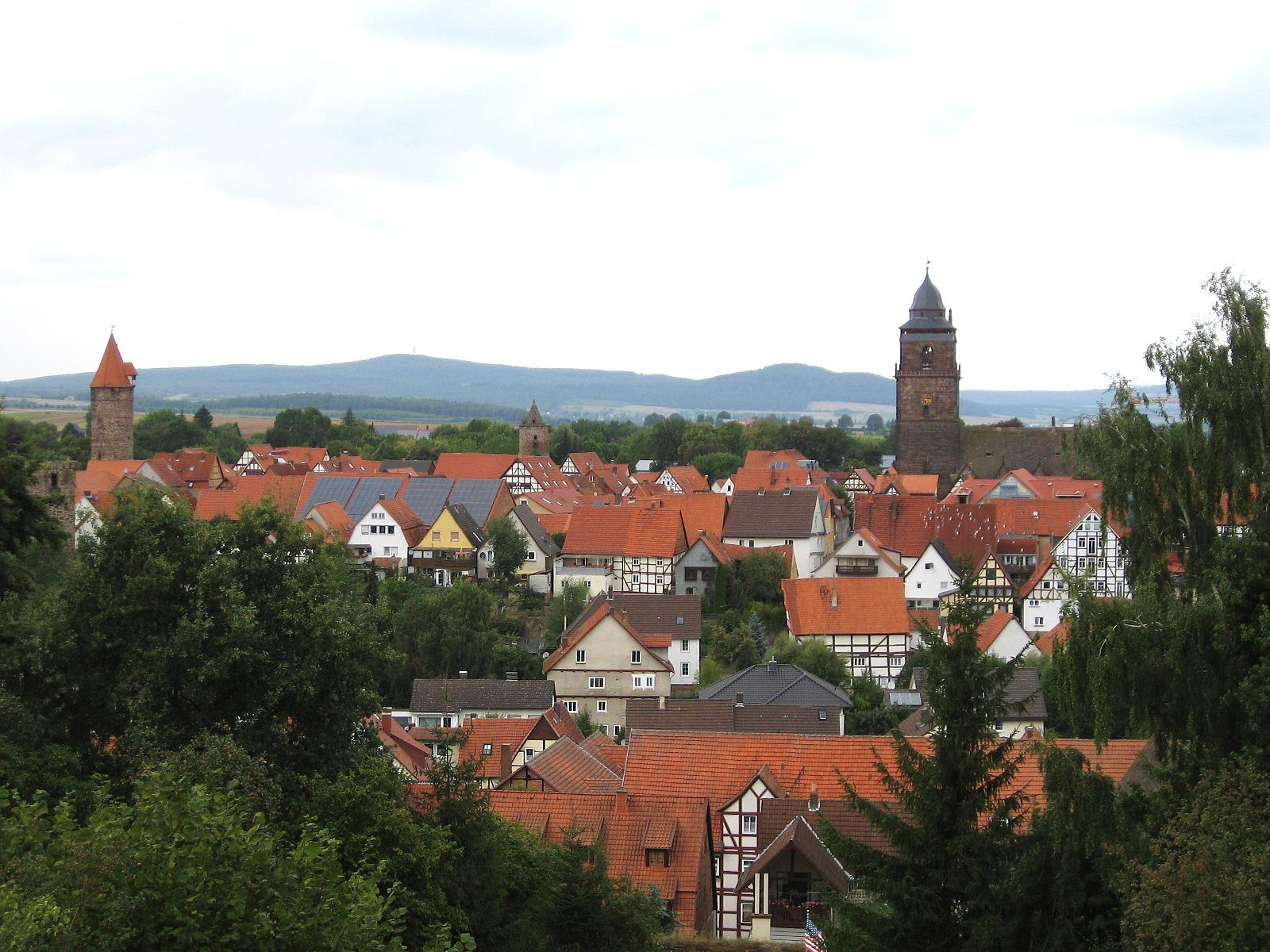
Die Altstadt von Grebenstein vom Burgberg gesehen

## Kultur und Sehenswürdigkeiten

### Museen
- Ackerbürgermuseum (seit 1984) im „Haus Leck“, Schachtener Straße 11, erbaut 1431
- Alte Meierei, Schachtener Straße 4, erbaut um 1780

### Musik
- TMG Turn- und Musikgemeinschaft 1980 Grebenstein e. V.
- Volkschor Grebenstein
- Männerchor 1840 Grebenstein

### Bauwerke
- historische Altstadt mit den mittelalterlichen Türmen der Stadtbefestigung, dem Rathaus, der evangelischen Stadtkirche sowie zahlreichen Fachwerkhäusern, die teilweise über mittelalterlichen Kellern stehen
- Ruine der Burg Grebenstein (auf dem Burgberg am Südrand der Stadt) aus dem 13. Jahrhundert
- einstiger Standort der Burg Haldessen (nahe dem Hof Oberhaldessen) aus dem 14. Jahrhundert
- Die ehemalige Grebensteiner Landwehr zwischen Grebenstein und Hofgeismar ist heute nur noch an wenigen Stellen zu erkennen, sei es als Gehölz oder als Spuren von Wallgräben; zwischen Grebenstein und Friedrichsthal, nahe der L 3233 finden sich noch Spuren in Form von Grabenresten. Die fünf ehemaligen Warten, die die Landwehr sicherten, sind alle verschwunden.

Für die unter Denkmalschutz stehenden Kulturdenkmäler des Ortes siehe die Liste der Kulturdenkmäler in Grebenstein.

### Naturdenkmale
- Liste der Naturdenkmale in Grebenstein.

### Naturparks
- Naturpark Habichtswald
- Reinhardswald

## Verkehr

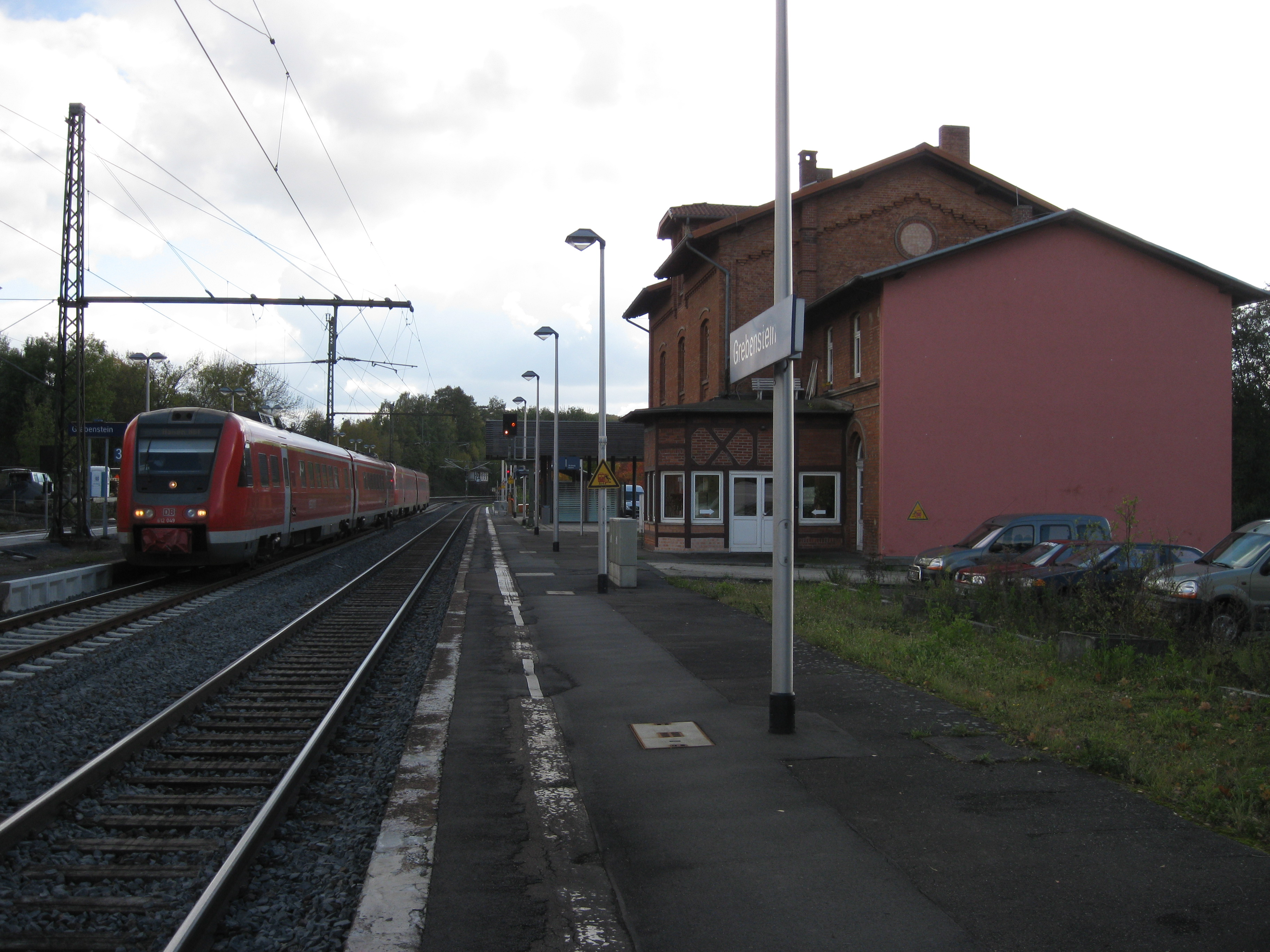
Bahnhof Grebenstein

Grebenstein liegt an der Bundesstraße 83.
Die Stadt liegt an der Bahnstrecke Kassel–Warburg und wird von der RegioTram (Linie RT1) angefahren. Regional-Express-Züge der Verbindung Kassel–Hagen halten seit dem Fahrplanwechsel im Dezember 2013 nicht mehr in Grebenstein. Die Stadt Grebenstein gehört dem Nordhessischen Verkehrsverbund an.
| Linie | Verlauf | Takt                                       |
| ----- | --- | ------------------------------------------ |
| RT1   | Hofgeismar-Hümme – Hofgeismar – Grebenstein – Immenhausen – Espenau-Mönchehof – Vellmar-Obervellmar – Vellmar-Osterberg/EKZ – Kassel Jungfernkopf – Kassel-Harleshausen – Kassel-Kirchditmold – Kassel Hbf (tief) – Scheidemannplatz – Wilhelmsstraße/Stadtmuseum – Rathaus/Fünffensterstraße – Rathaus – Friedrichsplatz – Königsplatz – Am Stern – Holländischer Platz/Universität – Halitplatz – Hauptfriedhof – Wiener Straße – Holländische Straße Stand: Fahrplanwechsel Dezember 2021 | 30 min (werktags) 60 min (sonn-/feiertags) |

Der 27,92 km lange Abschnitt der Friedrich-Wilhelms-Nordbahn von Grebenstein über Hümme nach Bad Karlshafen, der am 30. März 1848 eröffnet wurde, war die erste Eisenbahn im Kurfürstentum Hessen. 1872 wurde die Strecke nach einem Eisenbahnunfall aus der Stadt heraus verlegt und um sie herum neu trassiert.

## Persönlichkeiten mit Bezug auf Grebenstein
- Ludwig der Junker (1305–1345), dritter Sohn des Landgrafen Otto I. von Hessen; 1328–1345 Herr zu Grebenstein
- Hermann I. von Hessen (nach 1305–1368/1370), vierter Sohn des Landgrafen Otto I.; 1349–1368/70 Herr zu Grebenstein
- Landgraf Hermann II. von Hessen (1341–1413), Sohn Ludwig des Junkers, geboren auf Burg Grebenstein
- Dietrich von Schachten (um 1445 – 1503), Autor einer Reisebeschreibung nach Palästina im Jahre 1491, als Begleiter des Landgrafen Wilhelm I. von Hessen; geboren in Schachten, Amtmann zu Grebenstein
- Karl Wilhelm Philipp Bockwitz (1784–1857), deutscher Verwaltungsbeamter
- Karl Schomburg (1791–1841), Oberbürgermeister von Kassel, geboren in Grebenstein
- George Bauer (1804–unbekannt), Politiker, Mitglied der kurhessischen Ständeversammlung, geboren in Grebenstein
- Johannes Martin Wagner (1815–1902), Landwirt und Abgeordneter des Kurhessischen Kommunallandtages
- Karl Heinrich Georg Davin (1823–1884), Seminarlehrer am Königlichen Lehrerseminar Schlüchtern und Komponist, arbeitete als Lehrer an der Stadtschule und als Organist der Stadtkirche
- Julius Fehrenberg (1824–1873), Gutsbesitzer und Mitglied des kurhessischen Landtags
- Wilhelm Pfeffer (1845–1920), Botaniker, geboren in Grebenstein
- Hedwig Hoffmann (1863–1940),  Politikerin, geboren in Grebenstein als Hedwig Stiehl
- Adolf Müller (1864–1931), Bürgermeister und Abgeordneter des Provinziallandtages der Provinz Hessen-Nassau
- Willy Drube (1880–1952), Apotheker und Hersteller des „Schierker Feuerstein“, geboren in Grebenstein
- Curt Badinski (1890–1966), Generalleutnant im Zweiten Weltkrieg, geboren in Grebenstein
- Eberhard König (* 1947), Kunsthistoriker und Hochschullehrer, geboren in Grebenstein
- Claudia Schreiber (* 1958), Autorin, geboren in Schachten